# Villa Lante (Roma)
Villa Lante è una villa urbana di Roma, sul Gianicolo, nel comprensorio anticamente occupato dagli Horti Getae.

## Storia

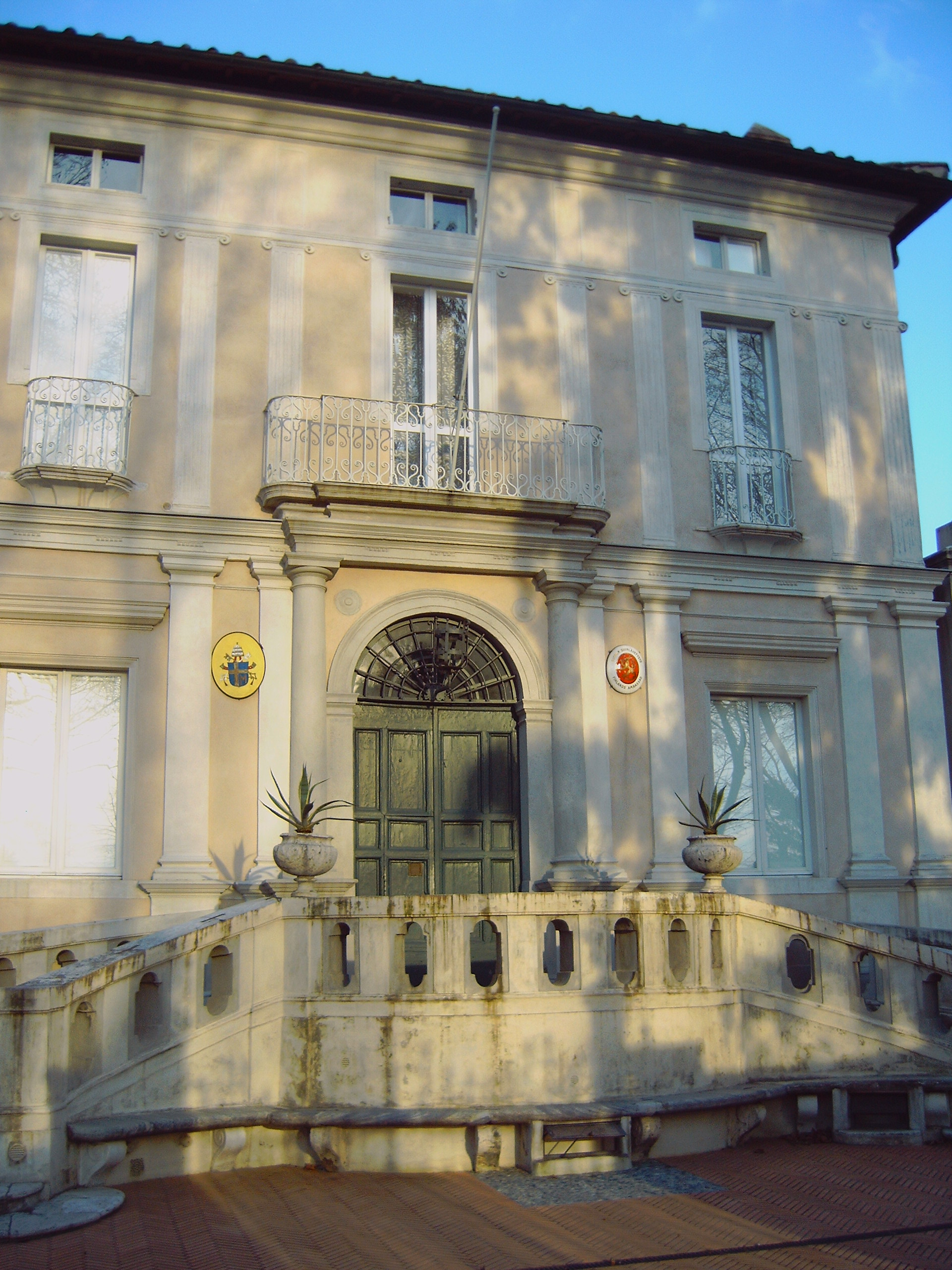
Villa Lante al Gianicolo

Questa residenza estiva fu realizzata tra il 1518 e il 1531 da Giulio Romano, per il toscano Baldassarre Turini, importante funzionario della corte dei papi Medici, Leone X e Clemente VII. La durata dei lavori si prolungò a causa del sacco di Roma del 1527 da parte dei Lanzichenecchi.
A Giulio Romano e aiuti della scuola di Raffaello si devono anche le decorazioni interne.
Risale al 1533 un'iscrizione posta sulla villa che dice "HINC TOTAM LICET AESTIMARE ROMAM". In effetti il Gianicolo è sempre stato considerato l'unico punto da cui si riusciva ad avere una visione circolare di tutta Roma. Solo ad esempio si può citare la grande "Veduta panoramica" di Giuseppe Vasi del 1765, nonché (sia pure indirettamente) una lunga citazione di Stendhal relativa alla visione di Roma, contenuta nella Vita di Henri Brulard, Milano 2003, pp. 10–11.
La villa passò alla famiglia Lante nel 1551, poco dopo la morte di Turini avvenuta nel 1543, e ne prese il nome. I Lante ingrandirono il giardino, e quando, un secolo dopo, esso venne in parte espropriato per la costruzione delle mura gianicolensi, ne ebbero in cambio da Urbano VIII la villa di Bagnaia e il titolo di duchi di Bomarzo.
La famiglia Lante vendette la villa di Roma ai Borghese nel 1817, i quali, dopo solo 20 anni, la cedettero nel 1837 alla Congregazione della Società del Sacro Cuore di Gesù,  che la utilizzò per il suo Noviziato romano. Tuttavia, dopo poco tempo, la villa risultò piccola per ospitare il Noviziato. Venne pertanto affittata prima al pittore francese Antoine Favard e successivamente all'archeologo tedesco Wolfgang Helbig e a sua moglie Nadina, che la acquistarono nel 1909. Passò infine, nel 1950, allo Stato finlandese, che vi ha installato la propria ambasciata presso la Santa Sede e l'Institutum Romanum Finlandiae, centro della ricerca archeologica finlandese in Italia.

## Caratteri architettonici

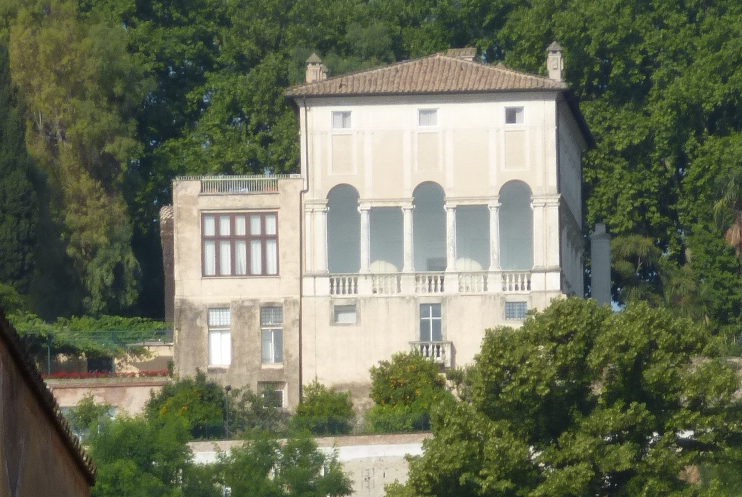
Loggia di villa Lante

Sorge su dei resti classici di forma molto regolare (forse la villa di Marziale), la pianta che ne risulta è un quadrato con in fronte un loggiato (loggia del giardino). La facciata d'entrata costituita da un portico centrale con una gradinata di 7 gradini (più di un podio, caratteristica delle ville dell'epoca). Di fronte al portico, sullo stesso asse, un vialetto che attraversa il giardino geometrico. Tutto su base quadrata, tranne il loggiato. Soffitti del 1º piano voltati. Il basamento è pseudo-dorico, con fregio astratto e sopra un ordine ionico stuccato con il capitello schiacciato. Le finestre hanno sopra una cornice ionica. Ogni facciata deve essere diversa. Il loggiato ha le serliane (più luce, Bramante). Tenta di dare un ritmo simmetrico alla facciata adottando un ordine massiccio. I rapporti ¾ e 2/3 per larghezza e altezza sono accuratamente studiati e applicati alle grandezze delle stanze non tanto agli ordini. Usa la radice di 2 per le proporzioni del loggiato. Tutta la villa è costruita quindi secondo le proporzioni vitruviane.